# Virginia Trimble
Virginia Trimble es una astrónoma estadounidense especializada en la estructura y evolución de las estrellas y galaxias, y la historia de la astronomía.
Trimble obtuvo su licenciatura de la Universidad de California, Los Ángeles en 1964 y su doctorado del Instituto Tecnológico de California en 1968. Se unió al profesorado de la Universidad de California, Irvine en 1971, donde ella es actualmente Profesora de astronomía. También es una profesora visitante en la Universidad de Maryland, College Park. Es famosa por una revisión anual de astrofísica que publica en las Publicaciones de la Astronomical Society of the Pacific.
Una selección de sus publicaciones incluye:
- Astrophysics in 2003, The Publications of the Astronomical Society of the Pacific, Volume 116, Issue 817, pp. 187-265 (2004).
- Cosmic Discoveries, Sky and Telescope, February 1999, 32-40.
- Can't You Keep Einstein's Equations out of my Observatory?, BeamLine 29, n.º 1, p 21-25 (1999).
- Limits on the Chirality of Interstellar and Intergalactic Space, Journal of Astrophysics and Astronomy 17, 17-21 (1996).
- Productivity and Impact of Large Optical Telescopes, Scientometrics 36, 237-246 (1996).
- Parallaxes and Proper Motions of Prototypes of Astrophysically Interesting Classes of Stars, Astronomical Journal 115, 358-360 (1998).